# Old Clothes for New
Old Clothes for New è un cortometraggio muto del 1920, diretto da Eddie Lyons e Lee Moran.

## Produzione
Il film fu prodotto dall'Universal Film Manufacturing Company (come Star Comedies).

## Distribuzione
Distribuito dall'Universal Film Manufacturing Company, il film (un cortometraggio di una bobina), uscì nelle sale cinematografiche USA il 16 febbraio 1920.